# Horizonty nadložního humusu
Horizonty nadložního humusu (zkráceně Horizont O) jsou diagnostické horizontální celky půdního profilu určující charakter půdotvorných procesů v nich probíhajících. Tyto horizonty se nacházejí zcela nahoře na půdním těle. Značí se písmenem O. Je nutné si však uvědomit, že v některých půdách tyto horizonty mohou chybět. Jsou charakterizovány vysokým množstvím organických látek a mocností nepřesahující 15 cm. Zvláštním případem horizontů nadložního humusu je Horizont T, vznikající na hydromorfních, tedy rašelinných půdách. Ten na rozdíl od Horizontu O bývá o mocnosti až několik metrů. Podle obsahu se dále dělí na Ol, Of a Oh (viz níže).

## Rozdělení
- Ol – je tvořen nerozloženým opadem.
- Of – je tvořen částečně rozdrcenou drtí opadanky. Jde hůře odtrhnout od povrchu.
- Oh – je tvořen již plně rozloženou opadankou. Dá se poznat tak, že nelze odtrhnout od povrchu, protože je s dalšími diagnostickými horizonty již promísen.